# 切列穆什基 (克拉斯諾皮利亞區)
50°35′41″N 35°17′03″E / 50.59472°N 35.28417°E
切雷穆什基（烏克蘭語：Черемушки）是位於烏克蘭東北部的舊村莊，曾由蘇梅州的克拉斯諾皮利亞區負責管轄，並於2007年被註銷。該村距離斯拉夫戈羅德3.5公里，1983年該村落人口70。